# 1106 Cydonia
1106 Cydonia är en asteroid i huvudbältet som upptäcktes den 5 februari 1929 av den tyske astronomen Karl Wilhelm Reinmuth. Dess preliminära beteckning var 1929 CW. Den fick sedan namnet efter trädsläktet Cydonia, vars enda art heter Kvitten och tillhör familjen rosväxter.
Den tillhör asteroidgruppen Eunomia.
Cydonias senaste periheliepassage skedde den 29 juli 2021.